# James G. Blaine
James Gillespie Blaine (31. ledna 1830, West Brownsville – 27. ledna 1893, Washington, D.C.) byl americký státník a republikánský politik. Zastupoval Maine v americké Sněmovně reprezentantů (1863–1876), sloužil jako předseda americké Sněmovny reprezentantů (1869–1875) a poté byl senátorem (1876–1881). Dvakrát také působil jako ministr zahraničí (1881, 1889–1892) jako jeden ze dvou lidí, kteří tuto funkci zastávali u tří různých prezidentů (druhým byl Daniel Webster). Neúspěšně usiloval o republikánskou nominaci na prezidenta v letech 1876 a 1880, než byl nominován v roce 1884. Ve volbách pak byl těsně poražen demokratem Groverem Clevelandem. Blaine byl jedním z předních republikánů z konce 19. století a vedl umírněnou reformní frakci strany známou jako „Half-Breeds“ (Míšenci).
Blaine se narodil ve městě West Brownsville v západní Pensylvánii a po vysoké škole se přestěhoval do Maine, kde se stal redaktorem novin. Jako charismatický řečník v éře, která si cenila veřejných projevů, získal přezdívku „magnetický muž“. Politickou kariéru zahájil mezi prvními přívrženci Abrahama Lincolna a válečného úsilí Unie v americké občanské válce. Během éry rekonstrukce byl Blaine zastáncem volebního práva černochů, stavěl se proti některým donucovacím opatřením radikálních republikánů. Zpočátku byl protekcionista a později pracoval na snížení cel a rozšíření amerického obchodu se zahraničím. Rozvoj železnice byl v jeho době důležitý a v důsledku jeho podpory této věci byl Blaine široce podezřelý z korupce při udělování železničních licencí, a tato obvinění poškodila jeho prezidentskou kandidaturu roku 1884.
Jako ministr zahraničí byl Blaine přechodnou postavou, která znamenala konec izolacionistické éry zahraniční politiky a předznamenala vzestup amerického století, které začalo španělsko-americkou válkou z roku 1898. Blaineovo úsilí o rozšíření obchodu a vlivu Spojených států zahájilo posun k aktivnější americké zahraniční politice. Blaine byl průkopníkem tarifní vzájemnosti a naléhal na větší zapojení do latinskoamerických záležitostí. Jeho expanzivní politika předznamenala pozdější získání tichomořských kolonií Spojenými státy a dominanci v Karibiku.